# Terajima Ken

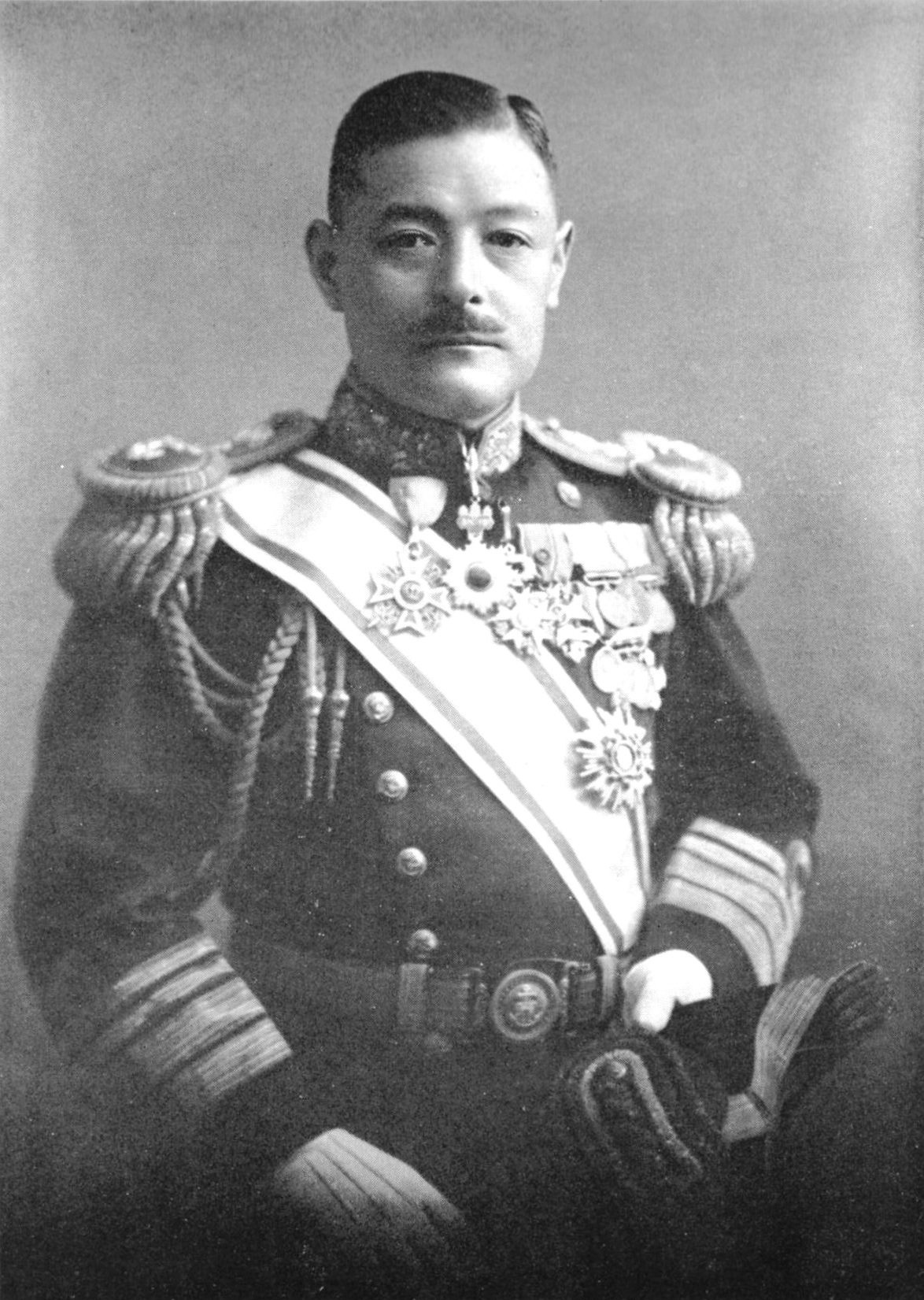
Vizeadmiral Terajima Ken

Terajima Ken (japanisch 寺島 健; * 23. September 1882 in Tanabe, Präfektur Wakayama; † 30. Oktober 1972) war ein japanischer Seeoffizier der Kaiserlichen Marine, der unter anderem als Vizeadmiral 1933 Kommandeur der Ausbildungsflotte war. Während des Zweiten Weltkrieges war er im Kabinett Tōjō von 1941 bis 1943 Kommunikationsminister sowie zugleich 1941 Eisenbahnminister.

## Leben

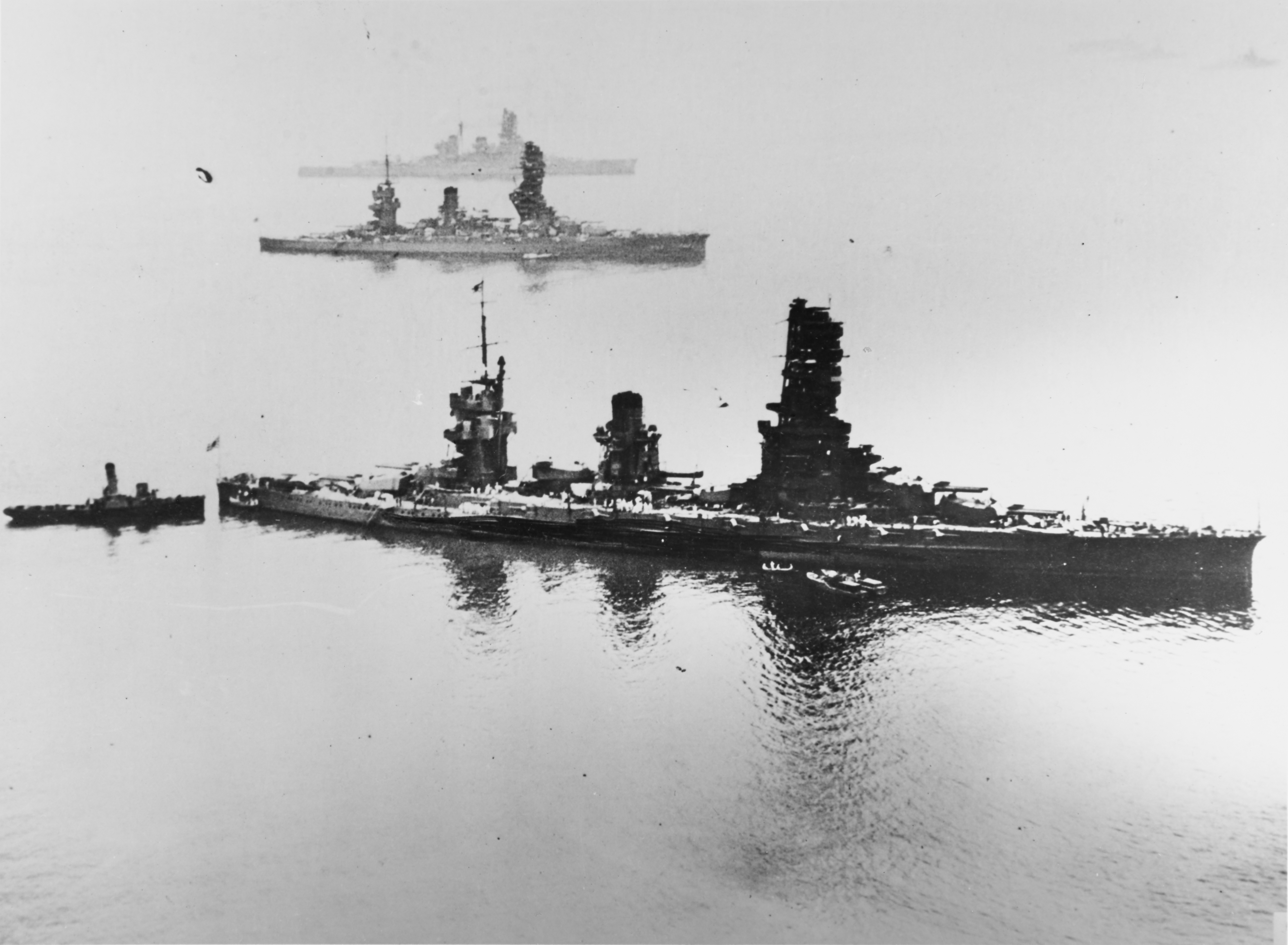
Als Kapitän zur See war Terajima 1927 Kommandant des Schlachtschiffs Yamashiro (vorne).

Terajima Ken begann nach dem Schulbesuch eine Ausbildung zum Seeoffizier an der Marineakademie (Kaigun Heigakkō) und wurde nach deren Abschluss am 14. Dezember 1903 in die Kaiserlich Japanische Marine übernommen. In der Folgezeit fand er verschiedene Verwendungen als Seeoffizier und war zudem 1910 Absolvent der Marinehochschule (Kaigun Daigakkō). Als Fregattenkapitän war er im Admiralstab (Gunrei-bu) sowie im Stab der 3. Flotte sowie zuletzt von Dezember 1921 bis Dezember 1922 als Instrukteur an der Marinehochschule tätig. Nach seiner Beförderung zum Kapitän zur See war er vom 1. Dezember 1922 bis zum 25. Oktober 1924 Marineattaché an der Botschaft in Frankreich und nach einer darauf folgenden Verwendung im Marineministerium (Kaigun-shō) übernahm er zwischen dem 1. März und dem 1. Dezember 1927 den Posten als Kommandant des Schlachtschiffs Yamashiro.
Am 1. Dezember 1927 wurde Terajima zum Konteradmiral befördert und zunächst zum Chef des Stabes der 2. Flotte ernannt, ehe er vom 10. Dezember 1928 bis zum 30. November 1929 in Personalunion Chef des Stabes der 1. Flotte sowie der Kombinierten Flotte war. Nach einer darauf folgenden Abordnung zum Admiralstab und dann zum Marineministerium übernahm er am 10. Juni 1930 von Vizeadmiral Ominato Naotaro den Posten als Direktor der Ausbildungsabteilung im Marineministerium und hatte diese Funktion bis zu seiner Ablösung durch Konteradmiral Goto Akira am 16. Juni 1932. Zugleich war er als Nachfolger von Konteradmiral Toyoda Teijirō vom 12. Mai 1932 bis zu seiner Ablösung durch Konteradmiral Yoshida Zengo am 15. September 1933 Direktor der Abteilung für Marineangelegenheiten und gehörte während dieser Zeit auch dem Admiralitätsausschuss (Kaigun Shokan Kaigi) als Mitglied an.
In diesen Verwendungen wurde er am 1. Dezember 1932 zum Vizeadmiral befördert und war zwischen dem 15. September und dem 3. Oktober 1933 kurzzeitig Kommandeur der Ausbildungsflotte (Renshū Kantai). Nach einer anschließenden Abordnung zum Admiralstab wurde er am 26. März 1934 zunächst in eine Wartestellung sowie schließlich am 31. März 1934 in die Reserve versetzt. Am 1. November 1934 wurde er Präsident von Uraga Senkyo, eine hauptsächlich private Werft in Uraga, einem Stadtteil von Yokosuka in der Präfektur Kanagawa, die viele Kriegsschiffe für die Kaiserlich Japanische Marine gebaut hat. Am 18. Oktober 1941 übernahm er im Kabinett Tōjō den Posten des Kommunikationsministers und bekleidete dieses Amt bis zum 8. Oktober 1943, woraufhin Hatta Yoshiaki seine Nachfolge antrat. Zugleich war er vom 18. Oktober bis zu seiner Ablösung durch Hatta Yoshiaki am 2. Dezember 1941 auch Eisenbahnminister. Nach seinem Ausscheiden aus der Regierung wurde er zum Mitglied des Herrenhauses (Kizokuin) ernannt, des Oberhauses des Reichstages (Teikoku-gikai), und gehörte diesem bis zu 22. Dezember 1945 an.

## Hintergrundliteratur
- Minoru Nomura: The Japanese Navy in History, 1980.
- Joe Sanematsu: Killing the Navy, Book Publisher 1982
- Kiyoshi Ikeda: The Navy and Japan, Chuko Shinsho 1987